# Reprezentacja Bahamów w piłce nożnej mężczyzn
Reprezentacja Bahamów w piłce nożnej jest narodową drużyną Bahamów. Reprezentacja kontrolowana jest przez Związek Piłkarski Bahamów (Bahamas Football Association). Federacja została założona w 1967, od 1968 należy do FIFA, a od 1981 do CONCACAF. Nigdy nie awansowała do finałów Mistrzostw świata w piłce nożnej, ani do Złotego Pucharu CONCACAF.

## Udział wMistrzostwach Świata
- 1930 – 1974 – Nie brały udziału (były kolonią brytyjską)
- 1978 – 1994 – Nie brały udziału
- 1998 – Wycofały się w trakcie kwalifikacji
- 2002 – 2010 – Nie zakwalifikowały się
- 2014 – Wycofały się w trakcie kwalifikacji
- 2018 – 2022 – Nie zakwalifikowały się

## Udział wZłotym Pucharze CONCACAF
- 1991 – 1998 – Nie brały udziału
- 2000 – Nie zakwalifikowały się
- 2002 – Wycofały się w trakcie kwalifikacji
- 2003 – Nie brały udziału
- 2005 – Wycofały się w trakcie kwalifikacji
- 2007 – 2011 – Nie zakwalifikowały się
- 2013 – 2017 – Nie brały udziału
- 2019 – 2021 – Nie zakwalifikowały się

## Udział wPucharze Karaibów
- 1989 – 1998 – Nie brały udziału
- 1999 – Nie zakwalifikowały się
- 2001 – Nie brały udziału
- 2005 – 2007 – Nie zakwalifikowały się
- 2008 – 2017 – Nie brały udziału